# Treehouse of Horror V
«Treehouse of Horror V» (с англ. — «Маленький домик ужасов на дереве 5») — шестой эпизод шестого сезона мультсериала «Симпсоны». Премьера эпизода состоялась 30 октября 1994 года. Эпизод состоит из трёх новелл.

## Сюжет
В заставке Мардж предупреждает зрителей, что серия очень страшная. Потом кто-то дает ей записку, в которой говорится, что серия настолько страшная, что Конгресс США запрещает её показ, а вместо этого будет транслироваться фильм Г. Форда «200 миль до Орегона». Этот начавшийся было фильм прервался, так как, судя по словам Барта, Симпсоны взяли изображение под свой контроль (отсылка к научно-фантастическому телесериалу «За гранью возможного»).

### Свечение
Новелла обыгрывает фильм «Сияние» Стэнли Кубрика, снятый по роману Стивена Кинга. Симпсоны приезжают сторожить на зиму особняк мистера Бёрнса в горах. Мистер Бернс и Смитерс забирают всё пиво из дома и отключают телевидение, чтобы новые жители не расслаблялись. Без телевидения и алкоголя Гомер постепенно сходит с ума. Мечтая о стакане пива, он видит монстров в образе: призрака Мо, мумии Карла, оборотня Ленни и демона Барни, которые заставляют Гомера перерезать семью. Гомер начинает свою охоту на родных в особняке мистера Бёрнса, где никого, кроме них, нет, кроме садовника Вилли, которого Гомер убивает. В конце Гомер успокаивается, увидев переносной телевизор Вилли. Но из-за того, что вся семья замёрзла, Гомер не может переключить канал. У него снова желание убивать…

### Время и наказание
Время и наказание — новелла обыгрывает рассказ Рея Брэдбери «И грянул гром». Сломав свой тостер, Гомер берётся за его починку. Напихав в него что попало, Гомер превращает свой тостер в машину времени и телепортируется во времена динозавров. Там он меняет будущее, случайно раздавив комара. Возвратившись домой в своё время, Гомер видит, что мир сильно изменился (его сосед Фландерс правил миром) и единственным выходом из этого положения является возвращение в доисторические времена… Далее следуют различные варианты измененного Гомером разнообразными способами настоящего, такие, как мутации членов семьи или смены общественного положения. В частности, один эпизод показывает Симпсонов в богатом зале, у Мэгги Симпсон, например, соска с бриллиантом. Гомер просит Мардж подать ему пончик, на что Мардж отвечает непониманием («Пончик? Что такое пончик?»). Гомер с криками бросается обратно в чулан, в то время как за окном видно дождь из пончиков. Серия заканчивается, как и любые хеллоуинские серии, некоторым несоответствием с постоянным сюжетом. А именно, измучившись менять время, Гомер возвращается на кухню, где члены семьи являются внешне совершенно нормальными, но едят, вытягивая языки, словно игуаны.

### Кафетерий кошмаров
Кафетерий кошмаров — в школе сразу 2 проблемы: нехватка продуктов по причине сокращения бюджета и переполнение классов, учителя находят выход из обеих проблем — готовить провинившихся учеников школы. Первым оказался Джимбо — из него сделали котлеты для гамбургеров, следующим за ним стал Утер — из него сделали немецкие сардельки. Когда же вся школа опустошается, остаются лишь Барт, Лиза и Милхаус. Именно они и должны разоблачить голодных, обезумевших учителей…

### Эпилог
История с учителями-каннибалами оказалась ночным кошмаром и Барт просыпается в своей комнате. От своей семьи он узнает о том, что по городу расползается ужасный туман, который выворачивает людей наизнанку. В итоге туман проникает через окно в комнате Барта, все Симпсоны и садовник Вилли лишаются кожи и они завершают серию танцевальным номером, пародирующим финал фильма «Кордебалет».